# Список птиц, занесённых в Красную книгу Республики Калмыкия
В списке указаны все птицы, вошедшие в Красную книгу Республики Калмыкия, по состоянию на 2010 год. Знак * обозначает виды, занесённые в Красную книгу Российской Федерации (1999).
Категории имеют следующие обозначения:
0 — вероятно исчезнувшие
1 — исчезающие виды
2 — редкие и малочисленные виды
3 — потенциально уязвимые виды
4 — виды неопределённого статуса
5 — восстанавливаемые или восстанавливающиеся виды

## Отряд Веслоногие
- Семейство Пеликановые - Pelecanidae	
  - Розовый пеликан - Pelecanus onocrotalus (Linnaeus, 1758)	3* Розовый пеликан

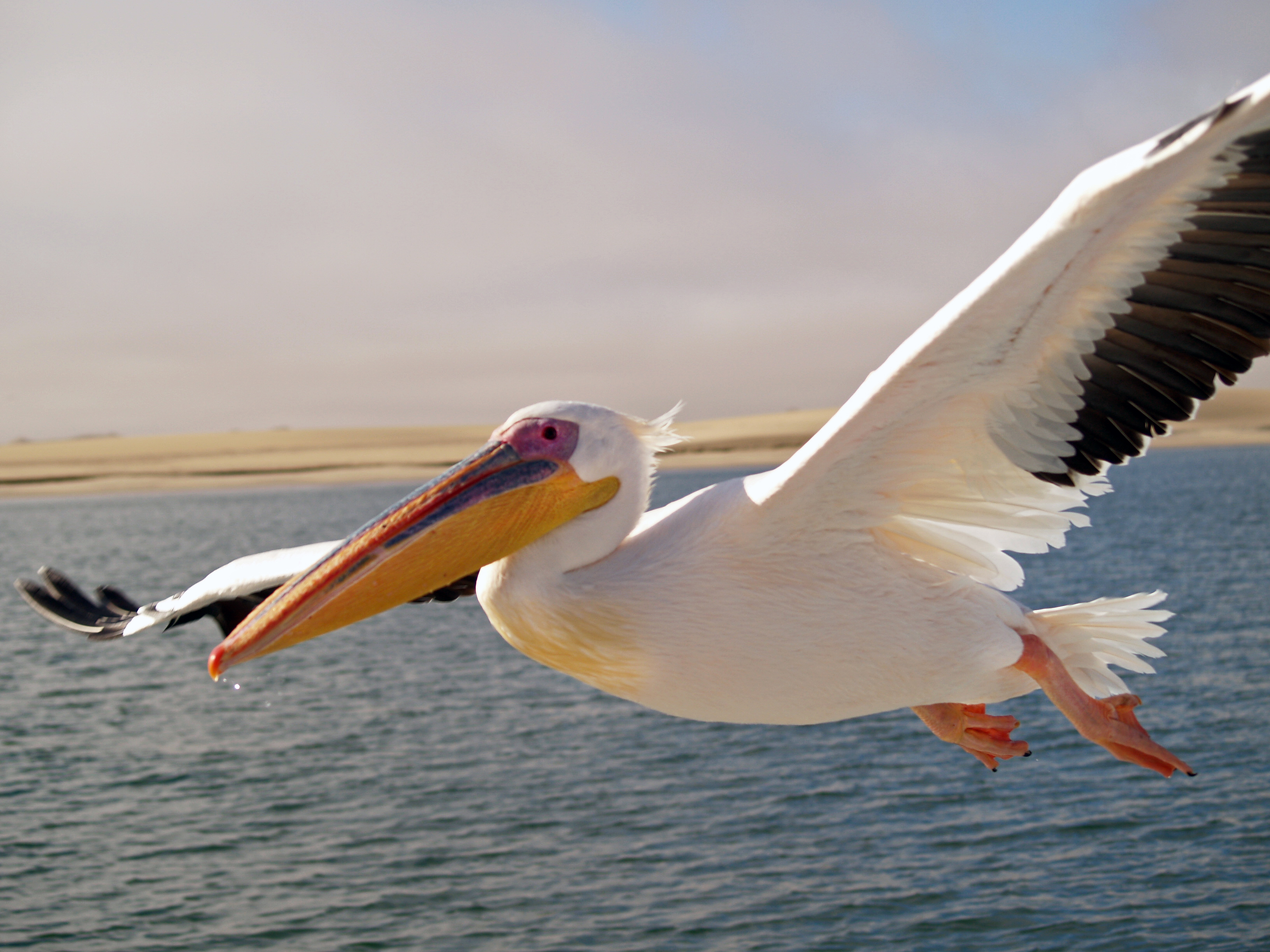
Розовый пеликан

  - Кудрявый пеликан - Pelecanus crispus (Bruch, 1832)	3*
- Семейство Баклановые - Phalacrocoracidae	
  - Малый баклан - Phalacrocorax pygmaeus (Pallas, 1773)	3*

## Отряд Аистообразные
- Семейство Цаплевые - Ardeidae	
  - Желтая цапля - Ardeola ralloides (Scopoli, 1769)	2 Жёлтая цапля

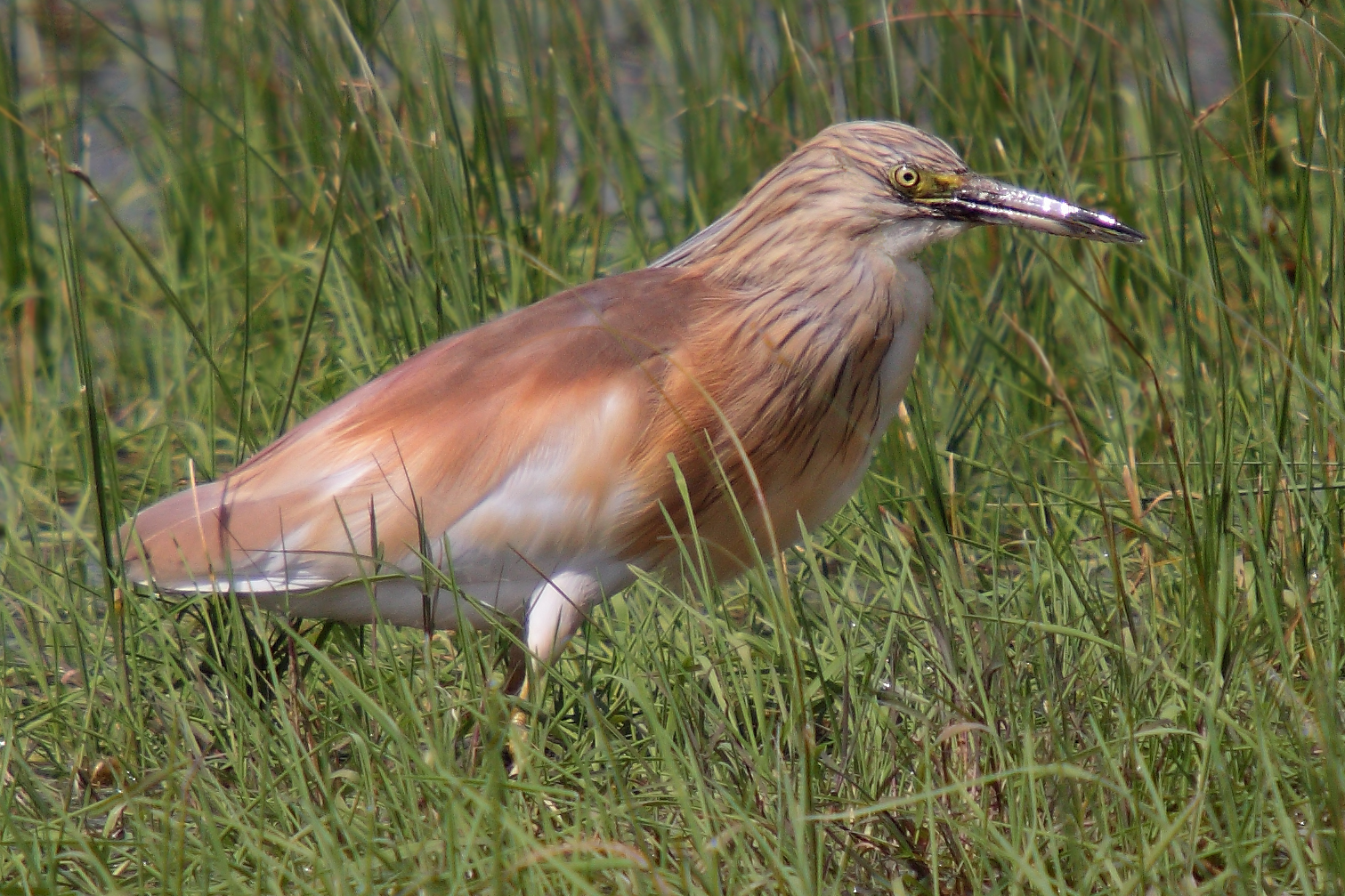
Жёлтая цапля

  - Египетская цапля - Bubulcus ibis (Linnaeus, 1758)	4*
- Семейство Ибисовые - Threskiornithidae	
  - Колпица - Platalea leucorodia (Linnaeus, 1758)	3* Колпица обыкновенная

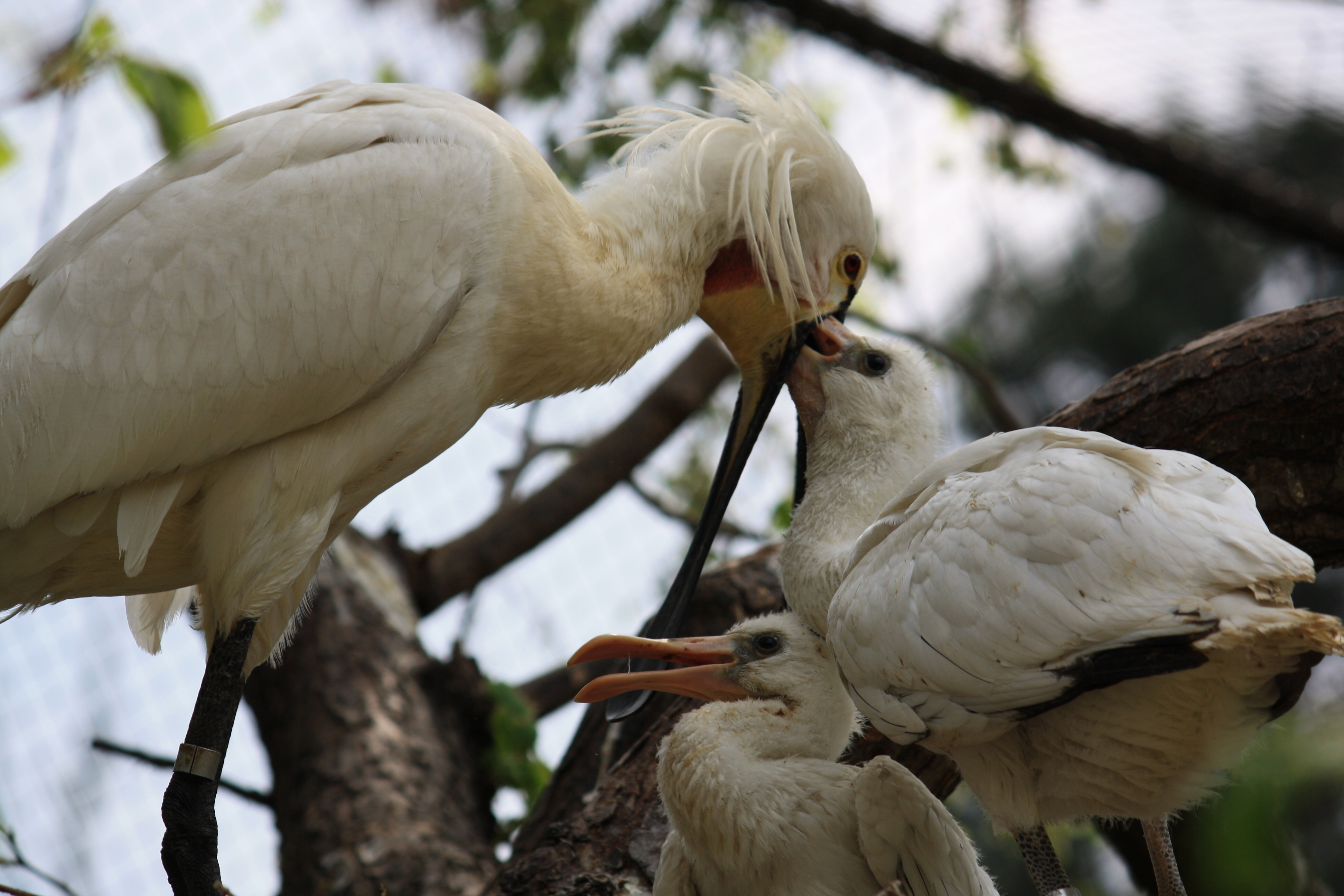
Колпица обыкновенная

  - Каравайка - Plegadis falcinellus (Linnaeus, 1766)	3*
- Семейство Аистовые - Ciconiidae	
  - Черный аист - Ciconia nigra (Linnaeus, 1758)	3*

## Отряд Гусеобразные
- Семейство Утиные - Anatidae	
  - Краснозобая казарка - Rufibrenta ruficollis (Pallas, 1769)	3*
  - Пискулька - Anser erythropus (Linnaeus, 1758)	2*
  - Малый лебедь - Cygnus bewickii (Yarrell, 1830)	4*
  - Мраморный чирок - Anas angustirostris (Menetries, 1832)	0*
  - Белоглазая чернеть (нырок) - Aythya nyroca (Guldenstadt, 1770)	2*
  - Савка - Oxyura leucocephala (Scopoli, 1769)	3*

## Отряд Соколообразные
- Семейство Скопиные - Pandionidae	
  - Скопа - Pandion haliaetus (Linnaeus, 1758)	4* Скопа

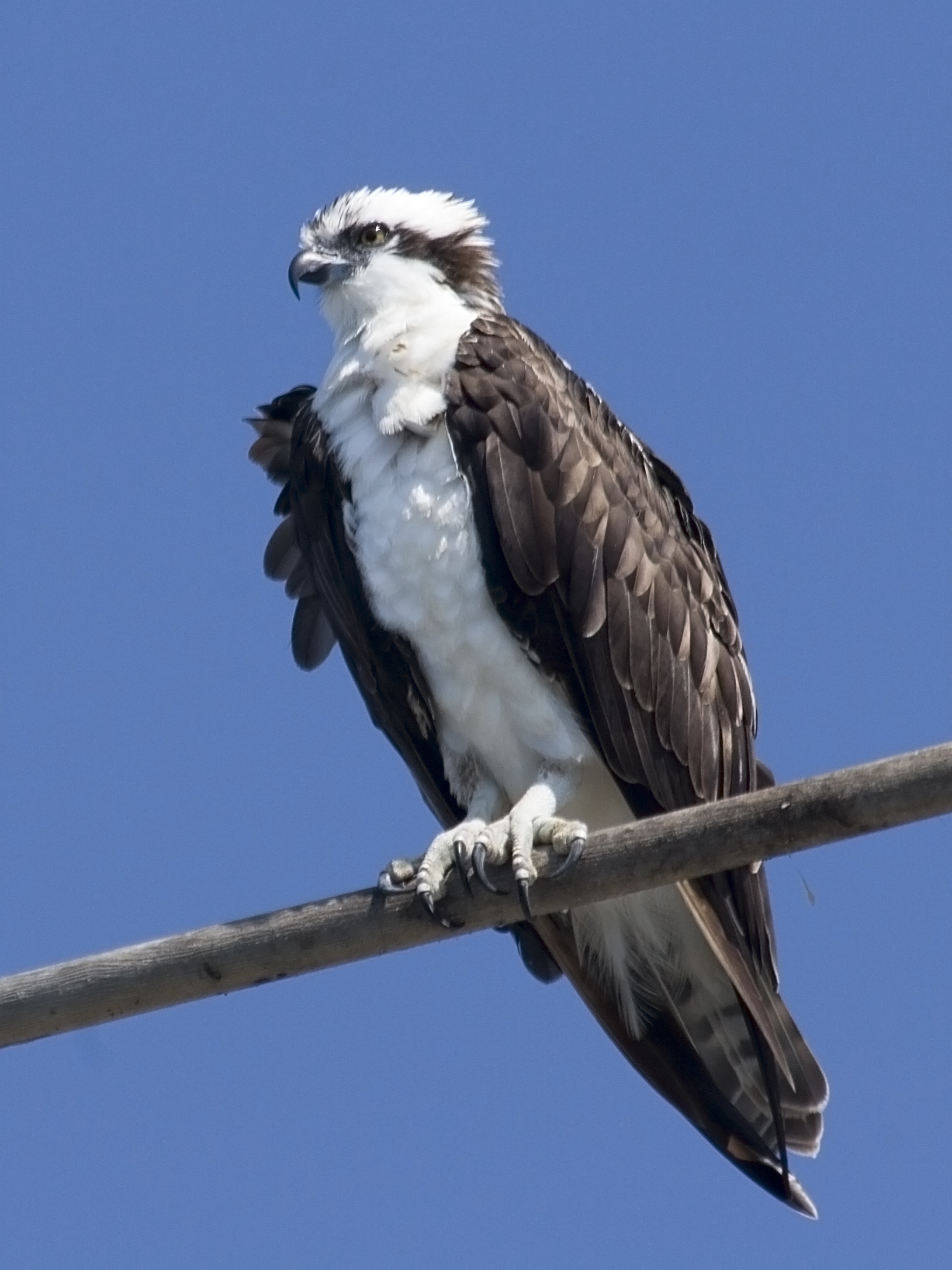
Скопа

- Семейство Ястребиные - Accipitridae	
  - Черный коршун - Milvus migrans (Boddaert, 1783)	2
  - Степной лунь - Circus macrourus (S.G. Gmelin, 1771)	1*
  - Европейский тювик - Accipiter brevipes (Severtzov, 1850)	3*
  - Курганник - Buteo rufinus (Cretzschmar, 1827)	5*
  - Змееяд - Circaetus gallicus (Gmelin, 1788)	4*
  - Орел-карлик - Hieraaetus pennatus (Gmelin, 1788)	3
  - Степной орел - Aquila rapax (Temminck, 1828)	2* Степной орёл

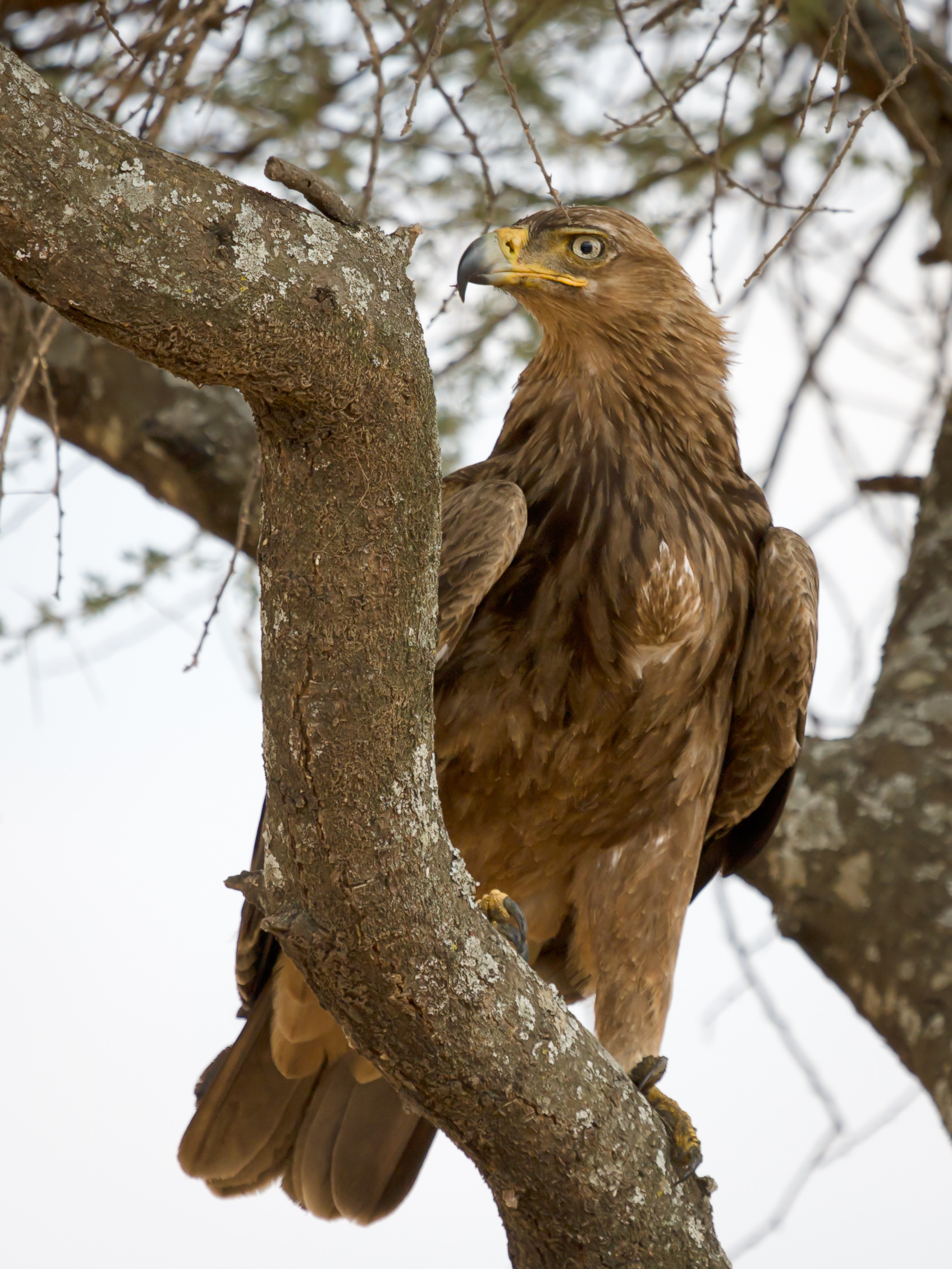
Степной орёл

  - Большой подорлик - Aquila clanga (Pallas, 1811)	4*
  - Могильник - Aquila heliaca (Savigny, 1809)	1*
  - Беркут - Aquila chrysaetos (Linnaeus, 1758)	3*
  - Орлан-белохвост - Haliaeetus albicilla (Linnaeus, 1758)	5*
  - Черный гриф - Aegypius monachus (Linnaeus, 1766)	3*
  - Белоголовый сип - Gyps fulvus (Hablizl, 1783)	3*
- Семейство Соколиные - Falconidae	
  - Балобан - Falco cherrug (Gray, 1834)	1* Балобан

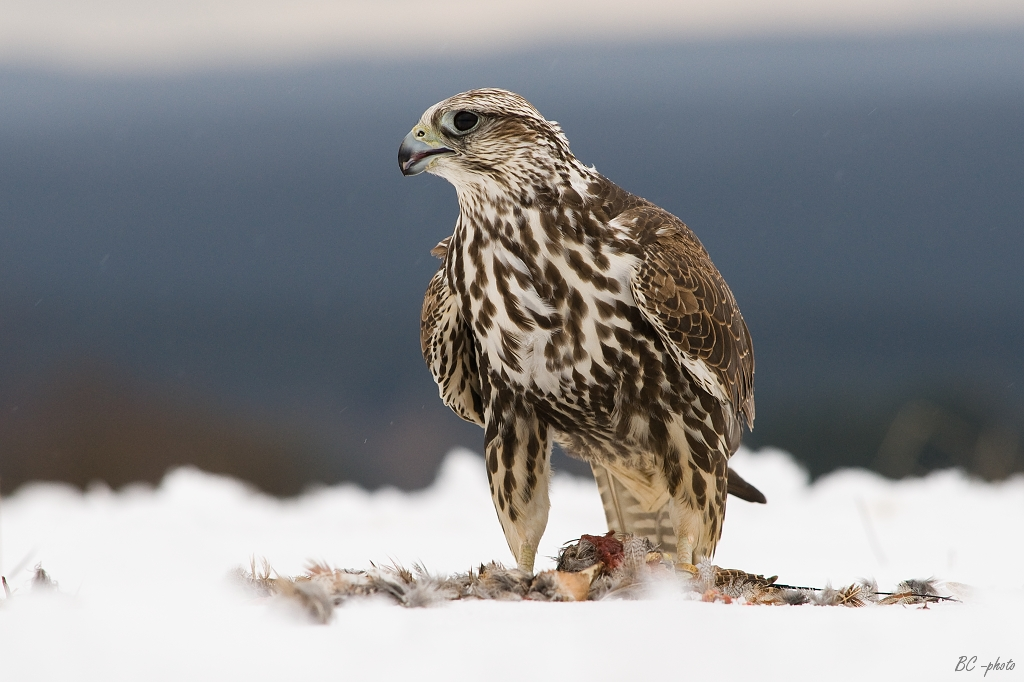
Балобан

  - Сапсан - Falco peregrinus (Tunstall, 1771)	4*
  - Степная пустельга - Falco naumanni (Fleischer, 1818)	3*

## Отряд Журавлеобразные
- Семейство Журавлиные - Gruidae	
  - Серый журавль - Grus grus (Linnaeus, 1758)	3 Серый журавль в полёте

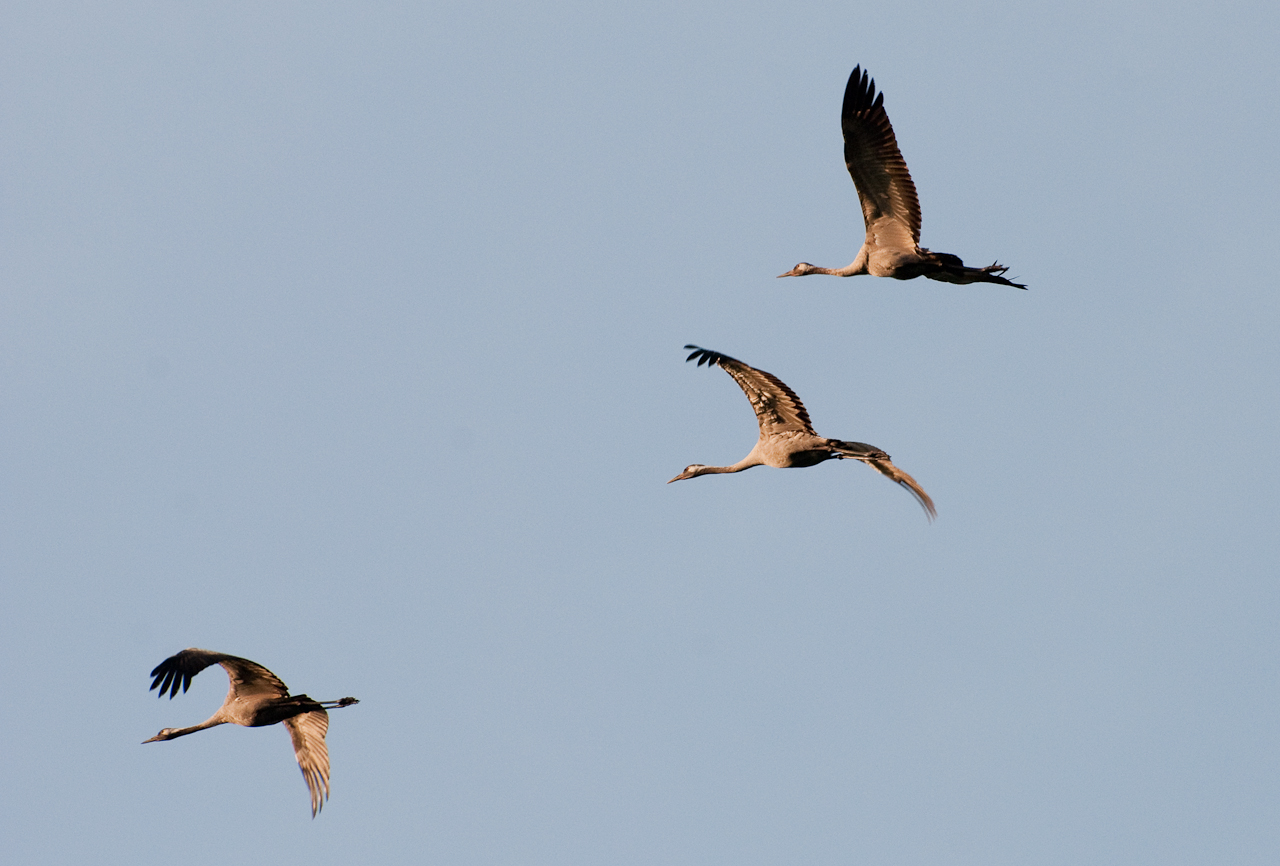
Серый журавль в полёте

  - Красавка - Anthropoides virgo (Linnaeus, 1758)	5*
- Семейство Пастушковые - Rallidae	
  - Султанка - Porphyrio porphyrio (Linnaeus, 1758)	1*
- Семейство Дрофиные - Otididae	
  - Дрофа (европейский подвид) - Otis tarda tarda (Linnaeus, 1758)	3* Дрофа (дудак)

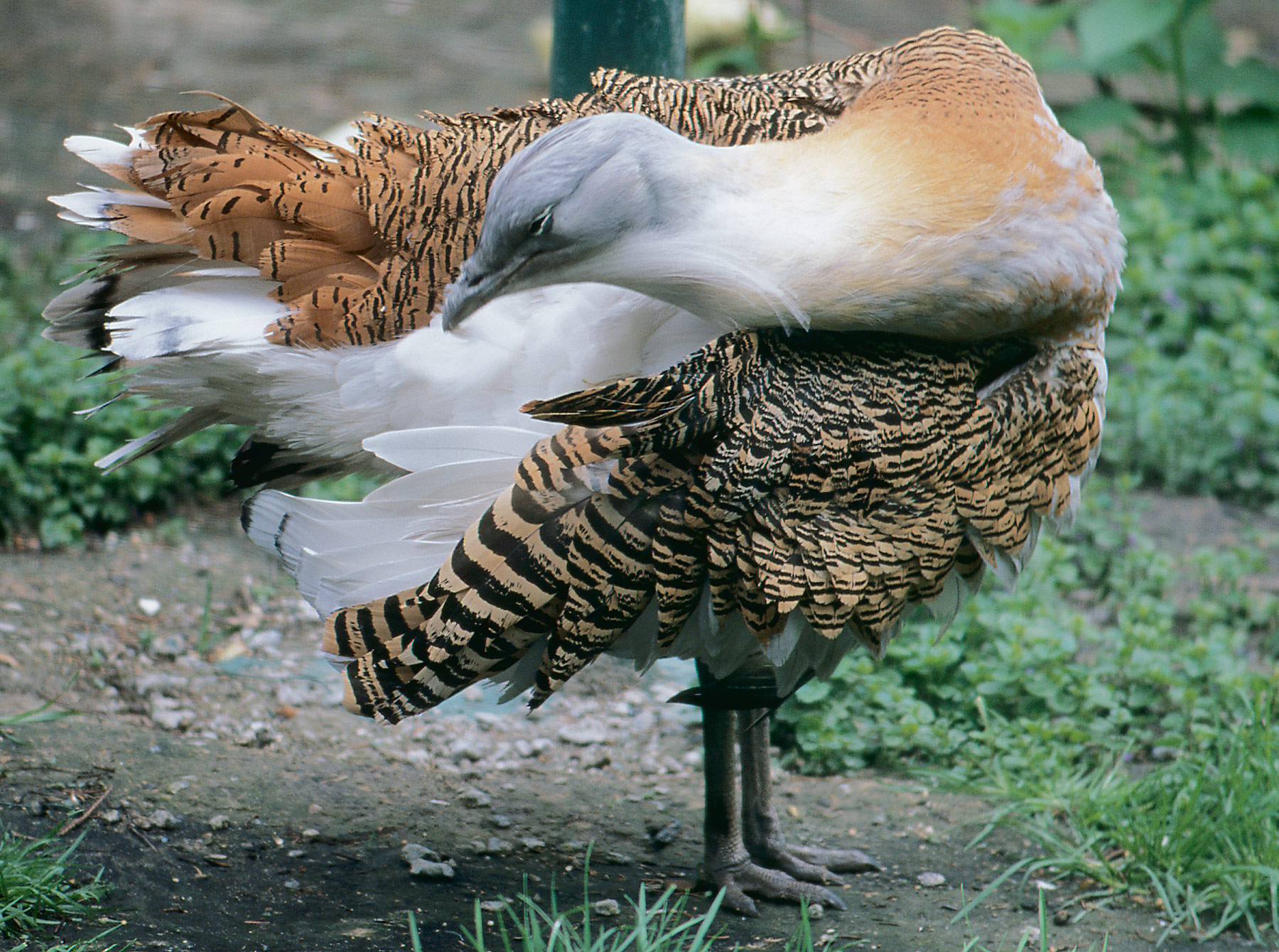
Дрофа (дудак)

  - Стрепет - Tetrax tetrax (Linnaeus, 1758)	5*
  - Дрофа-красотка (джек) - Chlamydotis undulata (Jacquin, 1784)	4*

## Отряд Ржанкообразные
- Семейство Авдотковые - Burhinidae	
  - Авдотка - Burhinus oedicnemus (Linnaeus, 1758)	3*
- Семейство Ржанковые - Charadriidae	
  - Каспийский зуек - Charadrius asiaticus (Pallas, 1773)	4*
  - Морской зуек - Charadrius alexandrinus (Linnaeus, 1758)	2
  - Кречетка - Chettusia gregaria (Pallas, 1771)	1*
  - Белохвостая пигалица - Vanellochettusia leucura (Lichtenstein, 1823)	3
- Семейство Шилоклювковые - Recurvirostridae	
  - Ходулочник - Himantopus himantopus (Linnaeus, 1758)	5*
  - Шилоклювка - Recurvirostra avosetta (Linnaeus, 1758)	3*
- Семейство Кулики-сороки - Haematopodidae	
  - Кулик-сорока (материковый подвид) - Haematopus ostralegus longipes (Buturlin, 1910)	3*
- Семейство Бекасовые - Scolopacidae	
  - Большой кроншнеп - Numenius arquata (Linnaeus, 1758) (популяции средней и южной части Европейской России)	3*
- Семейство Тиркушковые - Glareolidae	
  - Луговая тиркушка - Glareola pratincola (Linnaeus, 1766)	4 Луговая тиркушка

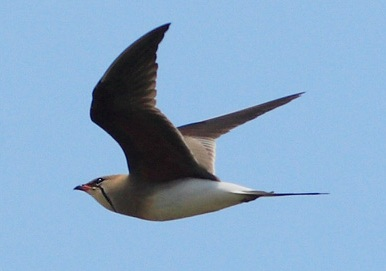
Луговая тиркушка

  - Степная тиркушка - Glareola nordmanni (Nordmann, 1842)	2*
- Семейство Чайковые - Laridae	
  - Черноголовый хохотун - Larus ichthyaetus (Pallas, 1773)	5*
  - Чеграва - Hydroprogne caspia (Pallas, 1770)	3*
  - Малая крачка - Sterna albifrons (Pallas, 1764)	2*

## Отряд Голубеобразные
- Семейство Рябковые - Pteroclididae	
  - Чернобрюхий рябок - Pterocles orientalis (Linnaeus, 1758)	4
- Семейство Голубиные - Columbidae	
  - Обыкновенная горлица - Streptopelia turtur (Linnaeus, 1758)	2

## Отряд Совообразные
- Семейство Совиные - Strigidae	
  - Филин - Bubo bubo (Linnaeus, 1758)	3*
  - Болотная сова - Asio flammeus (Pontoppidan, 1763)	3
  - Сплюшка - Otus scops (Linnaeus, 1758)	3

## Отряд Воробьинообразные
- Семейство Сорокопутовые - Laniidae	
  - Обыкновенный серый сорокопут - Lanius excubitor excubitor (Linnaeus, 1758)	4* Серый сорокопут

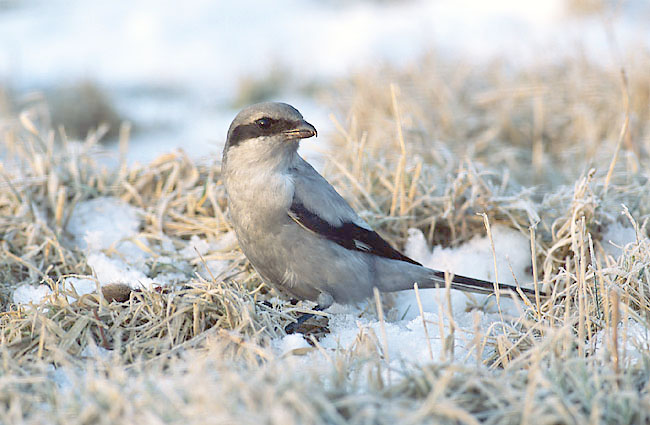
Серый сорокопут

  - Пустынный сорокопут - Lanius meridionalis pallidirostris (Cassin, 1852)	3